# Sebastián Ariel Romero Salvatore
Sebastián Ariel Romero (La Plata, 27 d'abril del 1978) és un futbolista argentí, que ocupa la posició de migcampista atacant.
Va començar a destacar a les files del Gimnasia y Esgrima (LP), en el moment que la selecció argentina juvenil es proclamava campiona del món, el 1997. Això li va obrir les portes del futbol europeu, va passar per les competicions espanyola, francesa i grega. Entremig, va romandre quatre campanyes al Racing Club de Avellaneda. L'any 2008 retornà al Gimnasia de La Plata.
Ha estat internacional amb l'Argentina en categoria absoluta en una ocasió.